# Río Oscuro
Río Oscuro est une telenovela chilienne diffusé en 2019 sur Canal 13.

## Synopsis
Manuel est un adolescent qui décide de faire un voyage spirituel dans les vallées intérieures du Chili à la recherche de l'Ayahuasca. Après la disparition de l'adolescent, la police locale et sa famille ne perdent pas espoir de le retrouver. En raison de l'inefficacité de la justice en cas de disparition, sa mère, Clara, décide de partir à la recherche de Manuel. La femme, perdue dans une forêt, finit par arriver dans une ville inconnue appelée «Río Oscuro», l'endroit où son fils a été vu pour la dernière fois. La ville cache un réseau de secrets troublants dans lesquels des personnes étranges coexistent dans le cadre d'un travail logistique oppressant qui maintiendra Clara en alerte, qui pense que son fils se trouve quelque part à Rio Oscuro.
En chemin, il rencontre Juan, le chef administratif de la ville, qui lui propose un refuge et son aide pour retrouver Manuel. De concert avec Juan, Clara entame une recherche des villes et des montagnes voisines, découvrant des détails du passé de son fils qui la plongeront dans une dimension inconnue dont elle ne pourra pas s'échapper. Ce que Clara ignore, c’est qu’il y a dans la ville une maison où habite le pervers Concepcion. La mère de Juan, qui avec ses rituels n’aura pas de question de prendre la vie de quelqu'un qui la croise, va même faire avancer les fils s'écarte de la vérité et perd l'horizon rationnel à travers Juan et les drogues hallucinogènes. Pour ce faire, il rencontrera Rosario, une jeune femme qui l'accompagnera dans sa quête de la vérité, sans se rendre compte de l'omission qu'elle accomplit afin de récompenser tout ce que Juan et Concepción ont fait pour elle. Cependant, Clara découvrira qu’elle est vraiment une bonne personne à qui faire confiance pour retrouver son fils Manuel.

## Acteurs et personnages
- Amparo Noguera : Clara Molina
- Julio Milostich : Juan Echeverría
- Claudia Di Girolamo : Concepción Aldunate
- Mariana Di Girolamo : Rosario Correa
- José Antonio Raffo : Manuel Valdivieso
- Gabriel Cañas : Alberto Echeverría
- Marcial Tagle : Custodio Pereira
- Lorena Bosch : Rosa Mardones
- Alejandra Fosalba : Angélica López
- Katyna Huberman : Josefina Cruz
- Josefina Fiebelkorn : Adela Echeverría
- Alonso Quintero : Pedro Salgado
- Antonia Giesen : María Pereira
- Alejandro Fajardo : Claudio Baeza
- Seide Tosta : Antonia Noble
- Yohan Aguiar : Eugenio Baeza
- Mauricio Pesutic : Francisco Javier
- Álvaro Morales : Fernando García
- Hugo Medina : Eusebio Llanos
- Betsy Camino : Luisa Baeza
- Elvis Fuentes : procureur dans l'affaire Manuel
- Gustavo Garcés : Jesús

## Diffusion
- Canal 13 (2019)
- 13i (2019)

### Sources
- (es) Cet article est partiellement ou en totalité issu de l’article de Wikipédia en espagnol intitulé « Río Oscuro » (voir la liste des auteurs).